# Кадань
Кадань (чеш. Kadaň) — город в Чехии, входит в район Хомутов (регион Устецкий край). Город расположен на берегу реки Огрже, неподалёку от водохранилища Нехранице, между Крушными и Доуповскими горами в 6 км к востоку от города Клаштерец-над-Огржи.

## История
Первое письменное упоминание о городе относится к 1183 году, когда Госпитальеры построили здесь храм св. Иоанна Крестителя. В XIII веке, во время локационных действий Пржемысла Отакара II, здесь был построен город с крепостью и монастырём, который получил звание королевского города. В 1362 году в городе был большой пожар, после которого город восстановился благодаря Карлу IV. Карл IV дал городу право самоуправления.
В 1618 году римо-католические костёлы Кадани были разграблены во время восстания, которое потом было подавлено. Город очень сильно пострадал во время Тридцатилетней войны. В конце XVIII века город был снова застроен по приказу Марии Терезии.
В 1803-23 годах в Кадани работала гимназия (на месте францисканского монастыря). В XIX веке город активно развивался: здесь начали добывать бурый уголь, развивалось вышивание. В 1904 году в город была проведена железная дорога, связывающая его с Прагой.
В 1918 году образовалась Чехословакия, но так как на территории Чехии проживало много этнических немцев, они были недовольны созданием новой страны. Это не обошло стороной и Кадань, который объявил себя частью немецкой Богемии. Начались беспорядки, и в 1919 году правительство объявило в Кадани военное положение. В 1938 году, согласно Мюнхенскому соглашению, Судетская область, в которую вошла Кадань, была передана Германии. В результате чешское население было депортировано из города. Немногие оставшиеся угнетались, была сожжена еврейская синагога. После Второй мировой войны из города были депортированы немцы, на место которых пришли чехи, не имеющие корней в этой области.
В 1950-х годах город активно застраивался жилыми постройками, в результате чего были запущены достопримечательности, однако с 1990 года исторический центр был реставрирован.

## Достопримечательности
- Каданьский замок
- Францисканский монастырь Четырнадцати святых помощников — Был построен в XV веке, во время Яна Гисшетйнского из Лобковиц. Находится у подножья горы Стражиште.[8] На сегодняшний день здание монастыря служит государственному архиву.
- Городская ратуша — Готическое здание XIV-XV веков с часовней и башней с куполом.[8]
- Чумной столб (Колонна Св. Троицы) — Построен в 1753-55 годах в стиле барокко. Колонна украшена изображениями святых бо главе с Святой Троицей.
- Костёл Вознесения Св. Креста — Готический харм XIII века, который в XVII веке был перестроен в стиль барокко.[6]
- Костёл Св. Анны — Храм построен в XVI веке. Был разрушен пожаром в 1786 году, восстановлен через 20 лет.

## Население
| Год  | Численность | Численность |
| ---- | ----------- | ----------- |
| 1869 | 5052        | [ 2 ]       |
| 1880 | 6332        | [ 2 ]       |
| 1890 | 11 081      | [ 9 ]       |
| 1900 | 11 999      | [ 9 ]       |
| 1910 | 8615        | [ 2 ]       |
| 1921 | 8268        | [ 2 ]       |
| 1930 | 8641        | [ 2 ]       |
| 1950 | 7908        | [ 9 ]       |
| 1961 | 10 010      | [ 9 ]       |
| 1970 | 15 383      | [ 2 ]       |
| 1980 | 18 614      | [ 9 ]       |
| 1991 | 17 796      | [ 9 ]       |
| 2001 | 17 579      | [ 9 ]       |
| 2011 | 17 604      | [ 9 ]       |
| 2014 | 17 923      | [ 10 ]      |
| 2016 | 17 839      | [ 11 ]      |
| 2017 | 17 924      | [ 12 ]      |
| 2018 | 18 015      | [ 13 ]      |
| 2019 | 18 202      | [ 14 ]      |
| 2020 | 18 246      | [ 15 ]      |
| 2021 | 18 133      | [ 16 ]      |
| 2022 | 17 628      | [ 17 ]      |
| 2023 | 18 275      | [ 18 ]      |
| 2024 | 18 165      | [ 19 ]      |
| 2025 | 18 090      | [ 4 ]       |

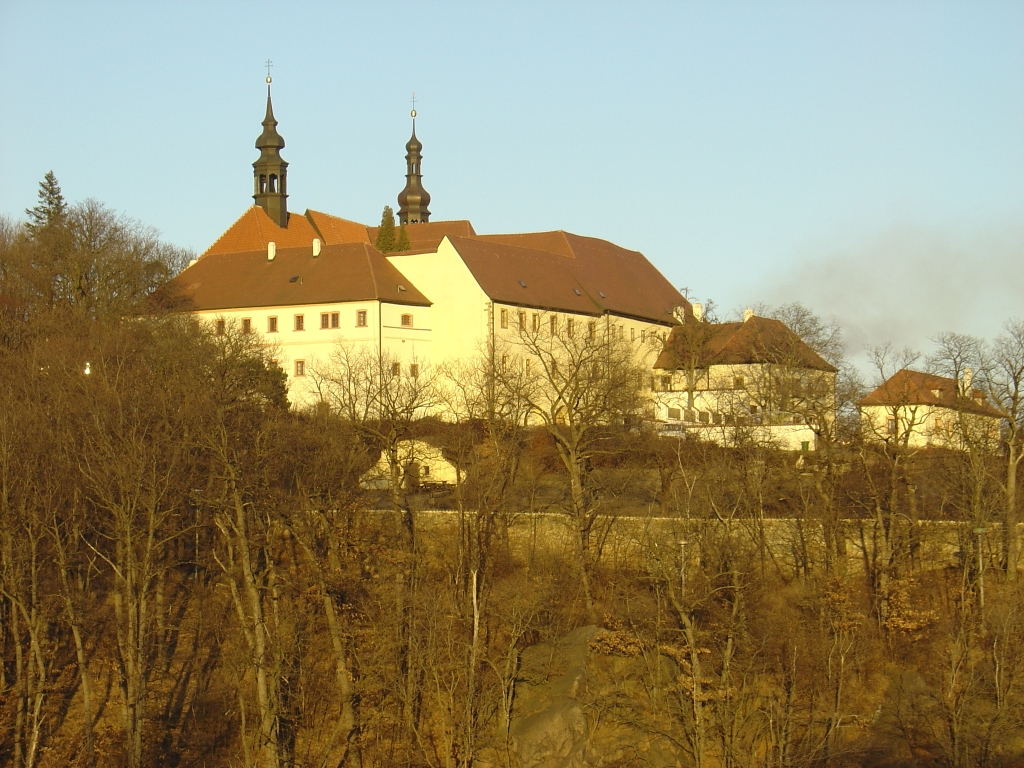
Францисканский монастырь
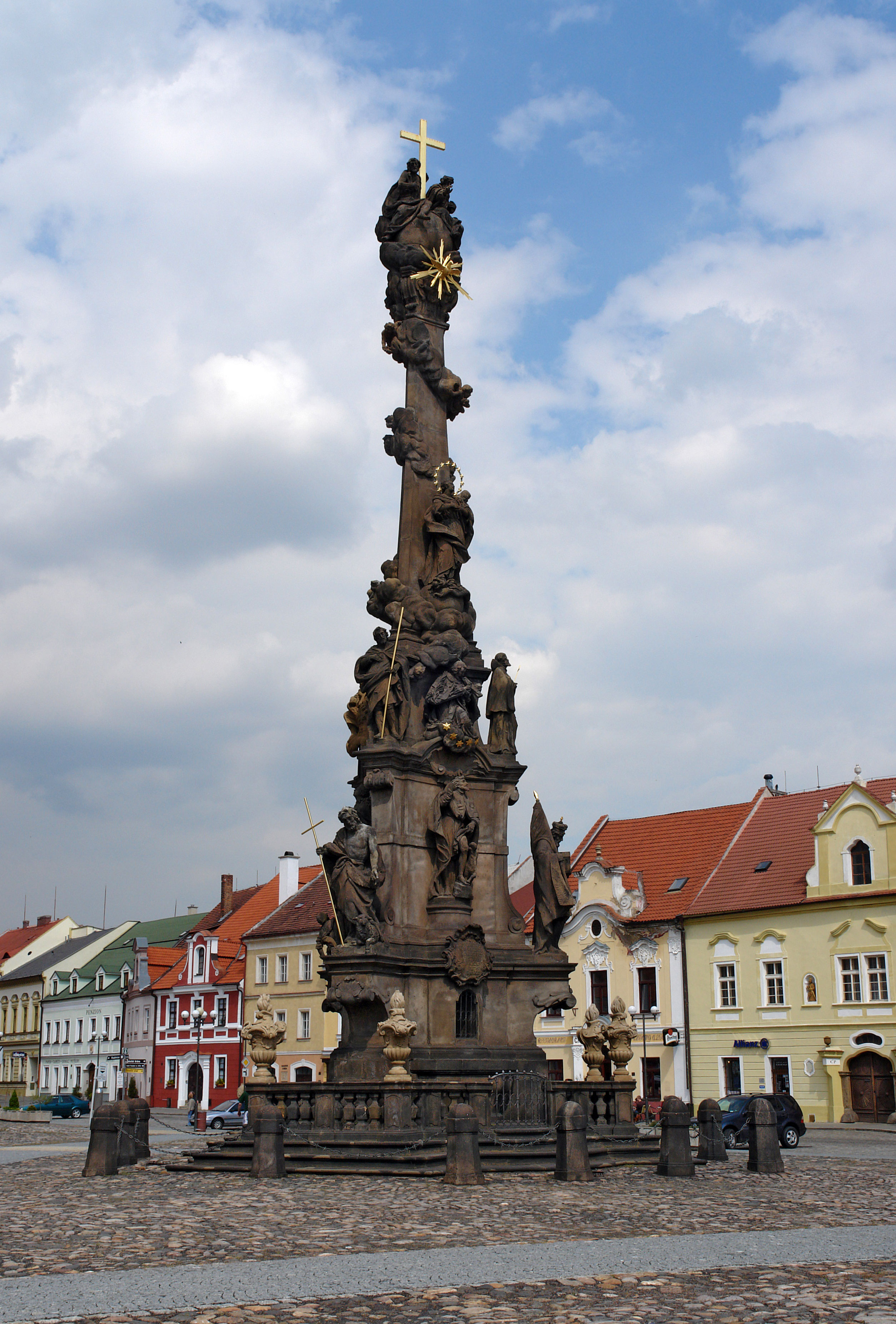
Чумной столб
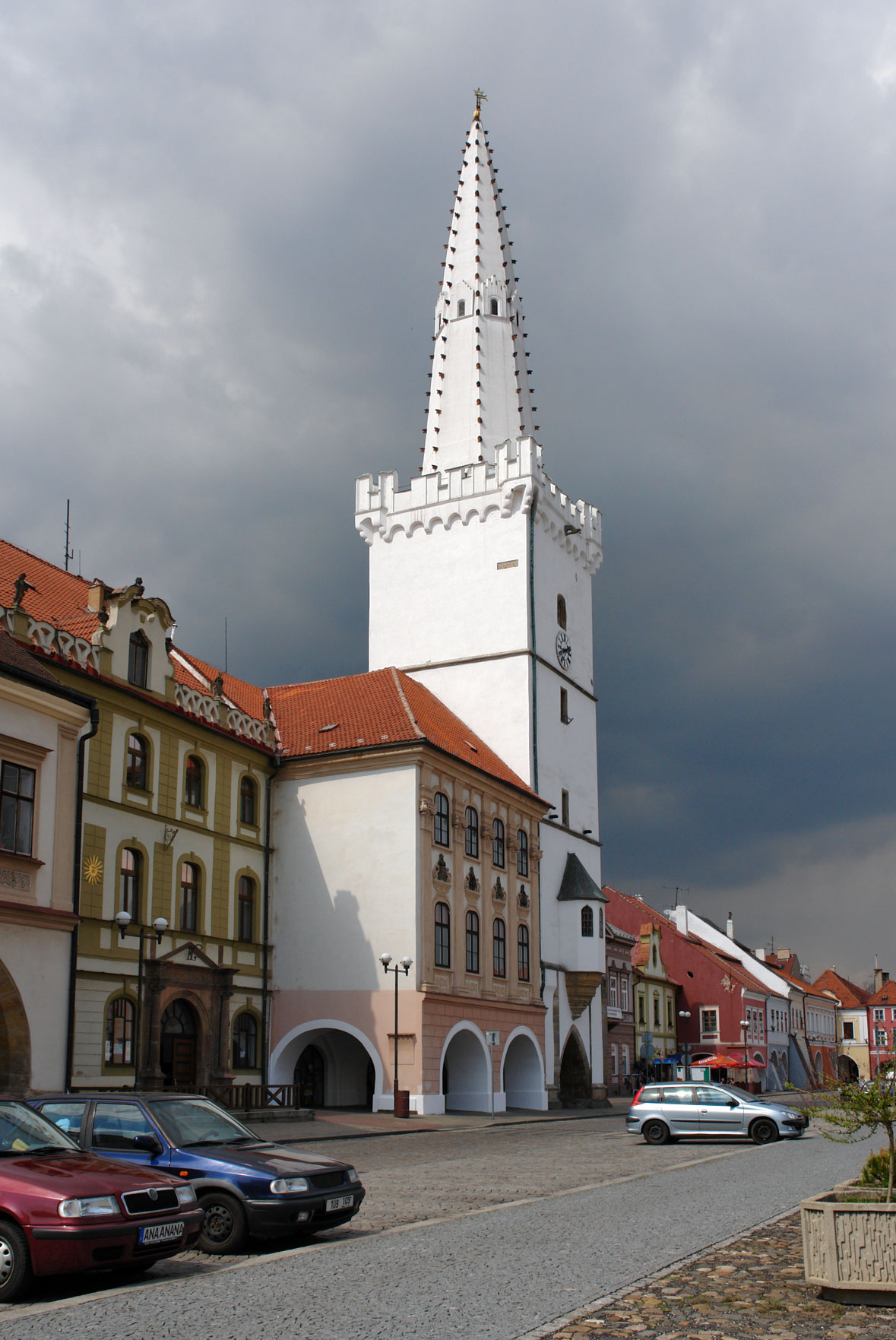
Городская ратуша